# Okres Melk
Okres Melk je rakouským okresem ve spolkové zemi Dolní Rakousko.

## Poloha okresu
Okres se nachází v západní části spolkové země po obou stranách Dunaje. Na západě okres sousedí se spolkovou zemí Horní Rakousko, na jihozápadě s okresem Amstetten, na jihu s okresem Scheibbs, na východě s okresem St. Pölten, na severovýchodě s okresem Kremže a na severu s okresem Zwettl.

## Povrch okresu
Na jih od Dunaje (200 m n. m.) se na území okresu nachází roviny, které se nejdříve pozvolně, ale později prudce zvedají až k 1000 m n. m. Severním směrem nadmořská výška roste rychleji, ale dosahuje na území okresu nejvíce kolem 700 m n. m. Celé území odvodňuje Dunaj a jeho přímé přítoky - např. Erlauf.

## Správní členění
Okres Melk sestává ze 40 obcí z toho 4 měst a 27 městysů. V závorkách je uveden počet obyvatel ke dni 1. dubna 2009.

### Města
- Mank (3041)
- Melk (5264)
- Pöchlarn (3942)
- Ybbs an der Donau (5732)

### Městysy
- Artstetten-Pöbring (1158)
- Bischofstetten (1174)
- Blindenmarkt (2535)
- Dunkelsteinerwald (2378)
- Emmersdorf an der Donau (1733)
- Erlauf (1116)
- Golling an der Erlauf (1541)
- Hürm (1727)
- Kilb (2539)
- Klein-Pöchlarn (995)
- Krummnußbaum (1444)
- Leiben (1342)
- Loosdorf (3680)
- Marbach an der Donau (1636)
- Maria Taferl (846)
- Neumarkt an der Ybbs (1794)
- Nöchling (1038)
- Persenbeug-Gottsdorf (2264)
- Petzenkirchen (1321)
- Pöggstall (2518)
- Raxendorf (1080)
- Ruprechtshofen (2321)
- Schönbühel-Aggsbach (1018)
- Sankt Leonhard am Forst (3011)
- Sankt Martin-Karlsbach (1670)
- Weiten (1143)
- Yspertal (1864)

### Obce

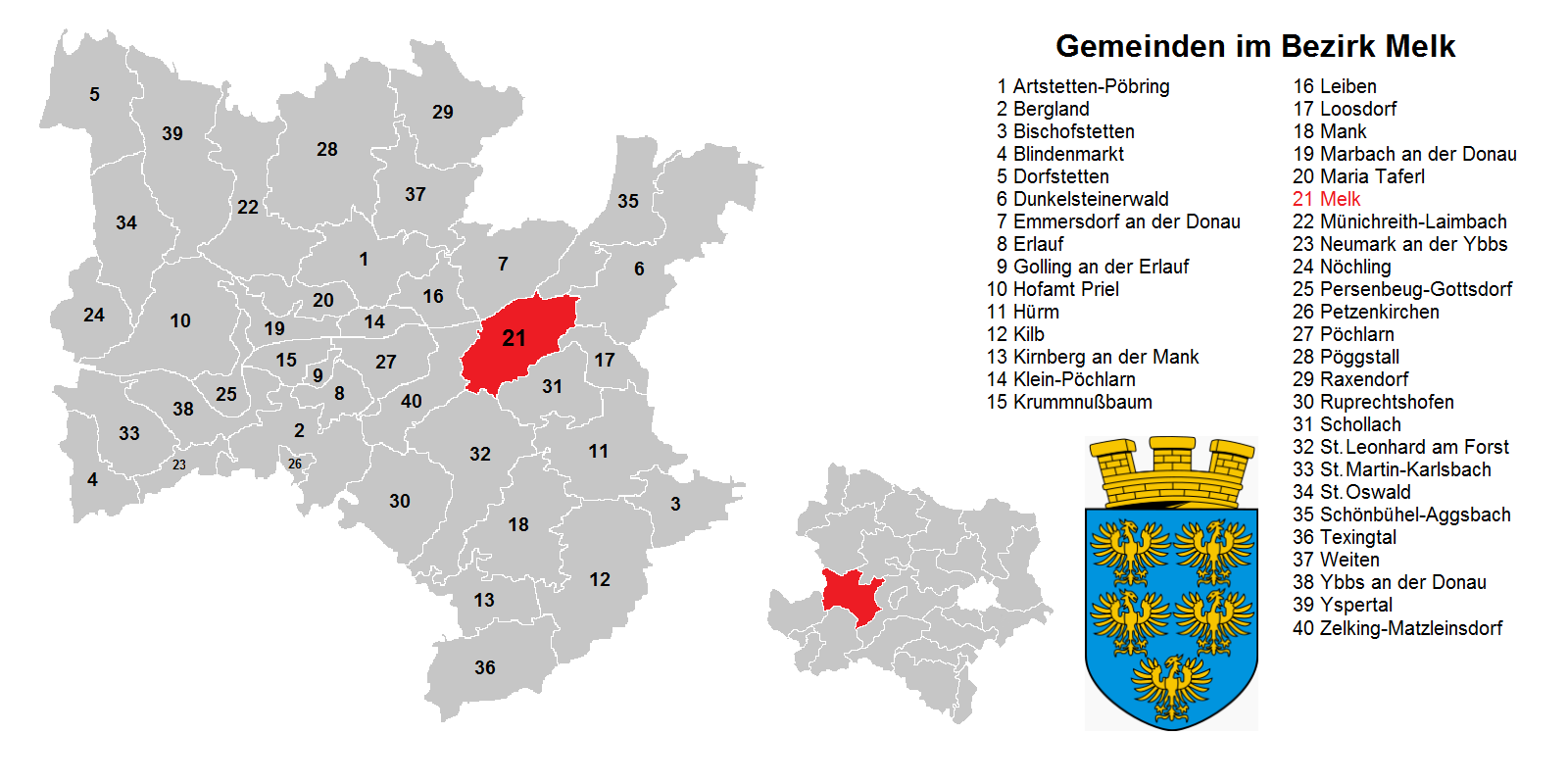
Obce v okrese Mistelbach

- Bergland (1826)
- Dorfstetten (624)
- Hofamt Priel (1659)
- Kirnberg an der Mank (997)
- Münichreith-Laimbach (1714)
- Schollach (932)
- Sankt Oswald (1123)
- Texingtal (1585)
- Zelking-Matzleinsdorf (1260)